# Frédéric Alphonse Musculus

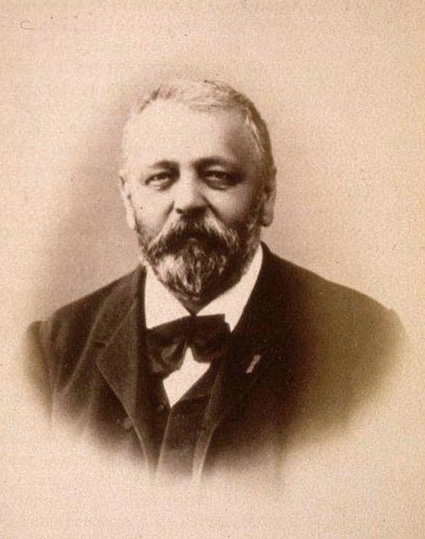
Frédéric Alphonse Musculus

Friedrich Alphons Musculus (frz. Frédéric Alphonse Musculus; * 16. Juli 1829 in Sulz unterm Wald, frz. Soultz-sous-Forêts; † 26. Mai 1888) war ein elsässischer Chemiker. 
Musculus entdeckte 1876 das (später Urease genannte) Enzym der ammoniakalischen Harngärung und zeigte, dass dies »lösliche Ferment« die Gärung verursachen konnte ohne Anwesenheit des von Louis Pasteur als Ursache bestimmten lebenden Organismus. Pasteur erkannte die Entdeckung von Musculus an, aber betonte, dass das lösliche Ferment von Musculus ein Produkt des organisierten Ferments war. Tatsächlich hatte Musculus einen bedeutenden Beitrag zur Kenntnis der Gärung geleistet, ähnlich wie Eduard Buchner 1897 im Bereich der alkoholischen Gärung.